# 刁宣
刁宣（？—？），字季达，勃海郡饶安人。
祖父刁雍，刁遵的第五子。刁宣历任太尉记事参军事、伏波将军、谒者仆射、中散大夫，刁宣出继刁遵五弟汝阴郡太守刁融为后；以功封高城县侯，到东魏历位都官尚书、卫大将军、沧州刺史。卒，赠太尉公，谥号武。刁宣的夫人河南元氏，是北魏侍中、司徒、中山献武王元英之女饶安公主。刁氏世有荣贵，当时门风不是很修洁，为时人所鄙。